# Кулик, Константин Николаевич
Константин Николаевич Кулик — российский учёный в области агролесомелиорации, академик РАСХН (2003), академик РАН (2013). Сын Николая Филипповича Кулика.

## Биография
Родился 22.07.1952 г. в с. Ровное Ровенского района Кировоградской области. Окончил Волгоградский государственный педагогический институт (1974).
В 1974—1980 учитель, затем директор Поляковской средней школы (Башкирия).
С 1980 г. во ВНИИ агролесомелиорации: младший научный сотрудник отдела песков, заведующий лабораторией дистанционных методов, докторант, заведующий лабораторией аэрокосмических методов, заведующий отделом ландшафтного планирования, с 1996 г. — директор ГНУ «Всероссийский НИИ агролесомелиорации» (сейчас — ФГБНУ «Федеральный научный центр агроэкологии, комплексных мелиораций и защитного лесоразведения РАН» (ФНЦ агроэкологии РАН).
Доктор сельскохозяйственных наук (1996), профессор (2011), академик РАСХН (2003), академик РАН (2013).
Разработчик теоретических основ ландшафтной агролесомелиорации, агролесомелиоративного картографирования, аэрокосмических методов исследований в агролесомелиорации и защитном лесоразведении,
Заслуженный деятель науки Российской Федерации (2007). Заслуженный деятель науки Республики Калмыкия (2002). Награждён серебряной и бронзовыми медалями ВДНХ.
Автор (соавтор) более 330 научных трудов, в том числе 30 монографий. Книги:
- Предложения по рациональному использованию песчаных земель Волгоградской области / соавт.: А. Ф. Гусиков и др. — Волгоград, 1986. — 32 с.
- Применение аэрокосмических методов в агролесомелиорации: метод. рекомендации / соавт.: Е. С. Павловский и др.; ВАСХНИЛ. — М., 1991. — 56 с.
- Субрегиональная национальная программа действий по борьбе с опустыниванием для юго-востока Европейской части Российской Федерации / соавт.: Е. С. Павловский и др.; Всерос. НИИ агролесомелиорации. — Волгоград, 1999. — 314 с.
- Фитомелиоративная реконструкция и адаптивное освоение черных земель / соавт.: С. Д. Дурдусов и др. — Волгоград: Элиста, 2001. — 321 с.
- Агролесомелиоративное картографирование и фитоэкологическая оценка аридных ландшафтов. — Волгоград, 2004. — 247 с.
- Математические модели динамики и прогноза эволюции аридных экосистем / соавт. А. Н. Салугин. — Волгоград, 2006. — 180 с.
- Опустынивание и комплексная мелиорация агроландшафтов засушливой зоны / соавт.: Э. Б. Габунщина и др.; Всерос. НИИ агролесомелиорации. — Волгоград, 2007. — 85 с.
- Устойчивость земледелия и риски в условиях изменения климата: рез. коллектив. моногр. / соавт.: Г. А. Романенко и др.; ГНУ АФИ. — СПб.: АФИ, 2009. — 95 с.
- Геоинформационные технологии в агролесомелиорации: моногр. / соавт.: В. Г. Юферев и др. — Волгоград, 2010. — 101 с.
- Адаптивно-ландшафтное обустройство земель сельскохозяйственного назначения лесостепной, степной и полупустынной зон европейской части Российской Федерации: моногр. / соавт.: А. С. Рулев и др. — Волгоград, 2012. — 123 с.
- Взаимодействие природных и общественных систем: региональный аспект исследований: коллектив. моногр. / соавт.: А. В. Холоденко и др.; Волгогр. гос. ун-т. — Волгоград: Изд-во ВолГУ, 2013. — 309 с.
- Инженерная биология: учеб. для студентов вузов… / соавт.: Ю. И. Сухоруких и др.; Майкоп. гос. технол. ун-т. — Майкоп: МГТУ Изд-во Магарин О. Г., 2015. — 319 с.